# Awaran
Awaran (beludżi/urdu ‏آواران‎) – stolica dysttryktu Awaran w prowincji Beludżystan w Pakistanie. Oprócz pełnienia funkcji siedziby okręgu, miasto jest także siedzibą taluk i Rady Związku.